# Marie de Lusignan (1381-1404)
Pour les articles homonymes, voir Marie de Lusignan.
Marie de Lusignan (née en 1381 à Gênes et morte le 4 septembre 1404 à Naples) est une reine consort de Naples et l'épouse de Ladislas Ier de Naples. Elle est la fille de Jacques Ier de Chypre, roi de Chypre, et d'Helvis de Brunswick-Grubenhagen. 